# 檸檬社會主義
檸檬社會主義（英語：Lemon Socialism）是一个經濟學上的專有名詞，本质上是一种半套式的资本主义，是指发达资本主义国家在2008年全球金融危机中挽救陷入困境的金融机构的普遍政策。
该名词最早由美國經濟學家保羅·克魯格曼（Paul Robin Krugman）在2008年美國次貸危機爆發時提出，一般是指发达资本主义国家为了应对经济危机，透过将深陷困境的金融机构部分国有化的方式为其直接注入资本。
其表现为，政府干預市場的方式，使得在競爭中使本該破产的公司免于倒闭，并製造寡頭壟斷型企業，达到“使本該付出成本的股東和企業家不負擔相关責任、而将責任轉移給國庫与納稅人，因而使得盈利都歸于寡头垄断型企业自身，虧損卻都由國家財政和國民承擔”的目的的半套式資本主義。此种情形在資本主義國家遭遇大規模經濟危機和金融危機時表現尤其明顯。
其原因多是由於政府因害怕大型企業集體倒閉而可能出现的社會恐慌、矛盾衝突与失業率上升现象，而向企業主妥協，透过發放紓困貸款或是进行行政干預的方式，使得該企業形成竞争優勢。

## 起源
馬克·J·格林在1974年評論公用事业公司聯合愛迪生時創造了「檸檬社會主義」一詞。该词又来自于柠檬法。

## 概要
以资本主义自由市场样板自诩的美国政府更是在金融体系破裂的强大压力下，开展了一场资本主义经济史上最具规模的救市：2008年9月18日，美联储主席本·伯南克和美国财政部部长亨利·鲍尔森在国会作证，呼吁国会批准小布什政府总额为7000亿美元的收购不良房屋抵押贷款以及银行与金融公司资产的救市方案；小布什总统在2008年10月3日签署生效的《2008年紧急经济稳定法》（Emergency Economic Stabilization Act of 2008），成为了这场金融危机中“柠檬社会主义”的典型代表。

## 观点
小布什政府的救市造就了资本主义历史上规模最大的一次向富人倾斜的财富转移。挽救金融机构耗费的每一分钱都来自社会公众，其中大部分是普通劳动者缴纳的税款；按照总额7000亿美元的救市计划，美国平均每个四口之家将为此分担1万美元。这些资源本可由政府用作卫生保健、教育、社会保障等社会公益目的。或者，如果政府削减同样数量的税收，社会公众自己可以支配这笔钱满足他们自己的需要。但政府的救市方案将这笔历史上最大规模的巨款支付给了那些由世界上最富有的人拥有和管理的银行、金融机构等金融危机的肇事者。檸檬社會主義實際上並不指某種社會主義，而是一個嘲諷的用語；而保羅·克魯曼認為，它本身就是一種隱藏式的社會主義，不過只會在大企業出現危機時才會施行，變相成為了一種特權。
1960年代的諺語「對富人執行社會主義及對窮人執行資本主義」（Socialism for the rich and capitalism for the poor），可以說是檸檬社會主義的濫觴。